# (348034) Deslorieux
(348034) Deslorieux est un astéroïde de la ceinture principale.

## Description
(348034) Deslorieux est un astéroïde de la ceinture principale. Il fut découvert le 24 octobre 2003 au Creusot par Jean-Claude Merlin. Il présente une orbite caractérisée par un demi-grand axe de 2,68 UA, une excentricité de 0,24 et une inclinaison de 14,9° par rapport à l'écliptique.

## Compléments